# Оскар Халецький
Оскар Халецький (пол. Oskar Halecki, нар. 14 травня 1891 Відень — пом. 17 вересня 1973 Нью-Йорк) — польський історик, дійсний член УВАН та НТШ. Походив з руського (українського, білоруського) шляхетського роду Халецьких гербу Абданк.

## Біографія
Народився у Відні в сім'ї майбутнього фельдмаршала австрійської армії Алоїзія Халецького. Серед предків по лінії матері — хорватки Леопольдини Дейманіч — були представники багатьох народів Центрально-Східної Європи. Усвідомив себе поляком унаслідок внутрішнього вибору під час навчання в місті Краків. 1915 року захистив докторську дисертацію, 1916-го здобув габілітацію. Особливе зацікавлення виявив до історії політичних та церковних уній: польсько-литовських (див. Кревська унія 1385, Люблінська унія 1569), Берестейської церковної унії 1596, Сандомирської унії 1350. Викладав польську та східно-європейську історію у Варшавському університеті та у Вищій школі політичних наук. Друга світова війна застала його в США. У Парижі розпочав організацію польського університету. 1940 року повернувся до США. У 1942 році разом з іншими польськими вченими створив Польський науковий інститут в Америці. Був його директором та президентом до виходу на пенсію (1964). Постійно працював у Фордемському університеті в Нью-Йорку 1944-61, крім того, викладав у Колумбійському, від 1950 — у Європейському коледжі Брюгге, очолював католицьке американське історичне товариство. Співпрацював із українськими науковими установами й товариствами на еміграції. В ПНР через політику тодішнього комуністичного режиму шлях йому був закритий, його творчість шельмувалася. Як історик і як радник Ліги Націй Галецький бачив потребу в інтелектуальній співпраці та спільності інтересів держав та народів Центрально-Східної Європи. Його багата наукова спадщина охоплює понад 600 публікацій, у тому числі «The History of Poland» (Лондон, 1943, 1-ша версія — «La Pologne de 963—1914», Париж, 1933), а також численні англомовні перевидання, переклади фінською, французькою з англійської версії, іспанські, німецькі та польські праці — «Historia Polski» (Лондон, 1958); «From Florence to Brest (1439—1596)», 1-ше вид. (Рим, 1958); «Od unii florenckiej do unii brzeskiej» (т. 1-2, Люблін, 1997; «Sacrum Poloniae Millenium» (т. 5; 2-ге вид.: Гамден, 1968); «Borderlands of Western Civilization. A History of East Central Europe» (Нью-Йорк, 1952, німецьке перевидання — Зальцбург, 1957); «The Limits and Divizions of European History» (Лондон-Нью-Йорк, 1950, 1964; німецьке видання 1957; польське перевидання — «Historia Europy — jej granice i podziały»; Люблін, 1994).
Помер у місті Нью-Йорк.